# ガブリエレ・ムッチーノ
ガブリエレ・ムッチーノ（Gabriele Muccino, イタリア語発音: [ɡabriˈɛle mutˈtʃino]; 1967年5月20日 - ）は、イタリアの映画監督である。弟は俳優のシルヴィオ・ムッチーノである。
1990年代よりイタリアで活動する。2000年代後半からはアメリカ合衆国でも映画を撮っており、ウィル・スミス主演の『幸せのちから』、『7つの贈り物』などで知られる。

## 主なフィルモグラフィ
- Ecco fatto (1998) 監督・脚本・原案
- Come te nessuno mai (1999) 監督・脚本
- 最後のキス L'ultimo bacio (2001) 監督・脚本
- リメンバー・ミー Ricordati di me (2003) 監督・脚本
- 幸せのちから The Pursuit of Happyness (2006) 監督
- 7つの贈り物 Seven Pounds (2008) 監督
- もう一度キスを Baciami ancora (2010) 監督・脚本
- スマイル、アゲイン Playing for Keeps (2012) 監督
- パパが遺した物語 Fathers and Daughters (2014) 監督
- 家族にサルーテ!イスキア島は大騒動 A casa tutti bene (2018) 監督・脚本
- 離ればなれになっても Gli anni più belli (2022) 監督・脚本